# 441
| [ Edytuj tabelę ] |                                  |
| Cesarz Bizancjum  | - 408 Teodozjusz II 450          |
| Król Franków      | - 426 Klodian 447                |
| Władca Guptów     | - 414 Kumaragupta 455            |
| Chan Hunów        | - 434 Bleda 445 - 434 Attyla 453 |
| Władca Korei      | - 413 Changsu 491                |
| Król Munsteru     | - 431 Nad Froích 453             |
| Papież            | - 440 Leon I 461                 |
| Król Persji       | - 439 Jezdegerd II 457           |
| Cesarz Rzymu      | - 425 Walentynian III 455        |
| Król Wandalów     | - 428 Genzeryk 477               |
| Król Wizygotów    | - 419 Teodoryk I 451             |

Rok 441 / CDXLI
stulecia: IV wiek ~
V wiek ~
VI wiek

lata: 431 «
436 «
437 «
438 «
439 «
440 «
441
» 442
» 443
» 444
» 445
» 446
» 451

## Urodzili się
- Shen Yue – chiński uczony, historyk i poeta (zm. 513)

## Zmarli
- Hermeryk – władca Swebów
- Jan I – patriarcha Antiochii